# سكوت إل. مونتجومري
سكوت إل. مونتجومري (بالإنجليزية: Scott L. Montgomery)‏ هو أكاديمي أمريكي، ولد في 30 مايو 1951.